# Primer proceso de vacancia presidencial contra Pedro Castillo Terrones
El primer proceso de vacancia presidencial contra Pedro Castillo fue una acción iniciada por el Congreso de la República del Perú con la finalidad de declarar la «permanente incapacidad moral» del presidente de la República, Pedro Castillo Terrones. El 25 de noviembre de 2021, las bancadas de los partidos Fuerza Popular, Renovación Popular y Avanza País lograron alcanzar el número mínimo necesario de 26 firmas, para poder presentar la moción de vacancia presidencial, luego de lo cual habría debido alcanzarse una votación de al menos 52 congresistas para que el pleno del congreso la admitiese a debate. El proceso no alcanzó los votos suficientes.

## Entorno jurídico
La vigente Constitución de 1993 establece en su artículo 113° que la Presidencia de la República queda vacante por:
1. Muerte del Presidente de la República.
2. Su permanente incapacidad moral o física, declarada por el Congreso.
3. Aceptación de su renuncia por el Congreso.
4. Salir del territorio nacional sin permiso del Congreso o no regresar a él dentro del plazo fijado.
5. Destitución, tras haber sido sancionado por alguna de las infracciones mencionadas en el artículo 117.º de la Constitución.

Con relación a la vacancia por la causal de «permanente incapacidad moral o física», hasta el año 2004 no existía un procedimiento que estableciera claramente el modo de aplicación del artículo constitucional correspondiente, razón por la cual la sentencia del Tribunal Constitucional N° 0006-2003-AI/TC fijó como criterio que la destitución del presidente de la república sólo podría ser aprobada con una votación calificada de cuando menos los dos tercios del número legal de congresistas, exhortando al Congreso a legislar sobre la materia a fin de llenar el vacío legal hasta entonces existente. En atención a ello, mediante Resolución Legislativa del Congreso N° 030-2003-CR se introdujo en el Reglamento del Congreso el artículo 89-A que reguló tal procedimiento en los siguientes términos:

«Artículo 89-A. El procedimiento para el pedido de vacancia de la Presidencia de la República, por la causal prevista en el inciso 2) del artículo 113 de la Constitución, se desarrolla de acuerdo con las siguientes reglas: 
 
a) El pedido de vacancia se formula mediante moción de orden del día, firmada por no menos del veinte por ciento del número legal de Congresistas, precisándose los fundamentos de hecho y de derecho en que se sustenta, así como de los documentos que lo acrediten o, en su defecto, la indicación del lugar donde dichos documentos se encuentren. Tiene preferencia en el Orden del Día y es vista antes que cualquier otra moción pendiente en la agenda. Recibido el pedido, copia del mismo se remite, a la mayor brevedad, al Presidente de la República. 
b) Para la admisión del pedido de vacancia se requiere el voto de por lo menos el cuarenta por ciento de Congresistas hábiles. La votación se efectúa indefectiblemente en la siguiente sesión a aquella en que se dio cuenta de la moción. 
c) El Pleno del Congreso acuerda día y hora para el debate y votación del pedido de vacancia, sesión que no puede realizarse antes del tercer día siguiente a la votación de la admisión del pedido ni después del décimo, salvo que cuatro quintas partes del número legal de Congresistas acuerden un plazo menor o su debate y votación inmediata. Si fuera necesario se cita, para este efecto, a una sesión especial. El Presidente de la República cuya vacancia es materia del pedido puede ejercer personalmente su derecho de defensa o ser asistido por letrado, hasta por sesenta minutos. 
El acuerdo que declara la vacancia de la Presidencia de la República, por d) la causal prevista en el inciso 2) del artículo 113 de la Constitución, requiere una votación calificada no menor a los 2/3 del número legal de miembros del Congreso y consta en Resolución del Congreso. 
e) La resolución que declara la vacancia se publica en el diario oficial dentro de las veinticuatro horas siguientes al de la recepción de la transmisión remitida por el Congreso. En su defecto, el Presidente del Congreso ordena que se publique en uno de los diarios de mayor circulación nacional, sin perjuicio de las responsabilidades a que hubiere lugar. 
 
f) La resolución que declara la vacancia rige desde que se comunica al vacado, al Presidente del Consejo de Ministros o se efectúa su publicación, lo que ocurra primero.».
Reglamento del Congreso.

De esta manera, quedó establecido que la votación calificada necesaria para poder vacar el cargo de presidente de la república, debe alcanzar un mínimo de 87 votos, que corresponde a los dos tercios del número legal de congresistas, considerando que en el congreso peruano el número legal de sus miembros asciende a 130.
Cabe señalar que, si bien la Constitución es clara al señalar la «permanente incapacidad moral o física» como causal de vacancia presidencial, por otro lado la propia Constitución señala también en su artículo 117° que el presidente de la República sólo puede ser acusado, durante su período, por traición a la patria; por impedir las elecciones presidenciales, parlamentarias, regionales o municipales; por disolver el Congreso, salvo en los casos previstos en el artículo 134 de la Constitución, y por impedir su reunión o funcionamiento, o los del Jurado Nacional de Elecciones y otros organismos del sistema electoral. Este artículo fue invocado por el abogado del presidente Kuczynski durante su alegato de defensa ante el Congreso al afrontar el primer pedido de vacancia en 2017.

## Justificación de la vacancia
Según se expresa en la carta del congreso presentado para el pedido de vacancia, el proceso es iniciado en base a los siguientes fundamentos:
- Uso ilegal de fondos públicos del Gobierno Regional de Junín en la campaña electoral 2021 de Perú Libre.
- Designación de altos funcionarios vinculados al terrorismo y acusados de apología al terrorismo.
- Tráfico de influencias en ascensos en las Fuerzas Armadas y en la SUNAT.
- Debilitamiento del sistema democrático al fortalecer las relaciones con gobiernos antidemocráticos como Venezuela y avalar la intervención de personajes extranjeros en asuntos internos (Evo Morales y Ari Ben-Menashe).
- Genera inestabilidad económica al enviar en sus participaciones públicas "mensajes conformacionales y que atentan contra la estabilidad económica al señalar que va a expropiar, nacionalizar recursos naturales como el gas o que los empresarios están obligados a renegociar los contratos, sin respetar el ordenamiento jurídico".
- Libertad de expresión, maltrato a medios de comunicación y negativa a rendir cuentas a la sociedad.
- Permisibilidad a la violencia contra la mujer.

## Rechazo del proceso de vacancia
El día 7 de diciembre, el Congreso rechazó continuar con el proceso de vacancia, al haberse obtenido 76 votos en contra y 46 a favor. Por consiguiente, no se admitió a debate el proceso de vacancia a raíz de la solicitud del 25 de noviembre.